# Feliniopsis constellata
Feliniopsis constellata là một loài bướm đêm trong họ Noctuidae.